# Þorleifur
Cette page présente le prénom Þorleifur ainsi que ses variantes.
Þorleifur (Thorleifur) ou Þórleifur est un prénom masculin islandais dérivé du vieux norrois Þorleifr ou Þórleifr, formé des éléments Þórr « Thor », dieu du tonnerre dans la mythologie nordique, et leifr « héritier, descendant ».
Le prénom Þorleifur est à l'origine du patronyme islandais Þorleifsson signifiant « Fils de Þorleif(ur) ».

## Personnalités portant ce prénom
- Þorleifur Einarsson (1931–1999), géologues islandais ;
- Þorleifur Repp (en) (1794–1857), érudit et philologue islandais ;
- Þorleifur Skaftason (en) (1683–1748), prêtre et « maître de galdr » islandais ;
- Þorleifur Þorleifsson (1917–1974), artiste et photographe islandais.